# Franklin David Murphy
Franklin David Murphy (Kansas City, 29 de janeiro de 1916 - Los Angeles, 16 de junho de 1994), foi um administrador americano, educador e médico. Durante a sua vida, ele serviu como Reitor da Universidade do Kansas (KU) e Reitor da Universidade da Califórnia em Los Angeles (UCLA).

## Biografia

### Primeiros anos
Murphy nasceu em Kansas City, Missouri, em 1916, onde frequentou a Pembroke-Country Day School.  Ele se graduou Phi Beta Kappa da Universidade do Kansas em 1936 e, em seguida, ganhou seu mestrado da Universidade da Pennsylvania pela School of Medicine em 1941. Após a formatura, ele serviu no exército dos Estados Unidos durante a Segunda Guerra Mundial.  Depois disso, ele retornou a Kansas City para praticar cardiologia e começou a lecionar na Escola de Medicina da Universidade do Kansas, em Kansas City, Kansas.

### Carreira
Poucos anos depois de ter começado a sua cátedra na Universidade do Kansas, tornou-se decano da faculdade de medicina e acabou sendo escolhido pelo Conselho de Regentes do Kansas para ser chanceler de toda a universidade.  Por causa de seus sucessos na KU, a UCLA pediu que ele se tornasse seu chanceler. Em 1960, quando seu relacionamento com o governador do Kansas, George Docking, não era mais tolerável, ele aceitou o cargo e mudou-se para Los Angeles, Califórnia. Lá, ele também foi indicado para ser professor de história da medicina.
Na UCLA, ele lidou com a turbulência dos movimentos estudantis na década de 1960 de maneira progressiva e conseguiu manter a universidade estável. Além disso, ele trabalhou para estabelecer a universidade como uma instituição de primeira linha, e não simplesmente um ramo do vasto sistema da Universidade da Califórnia. Ele expandiu o sistema de bibliotecas da UCLA, ampliou os programas básicos de ciências da Faculdade de Medicina, convenceu os regentes da Universidade da Califórnia a comprar e manter um ciclotron para a escola e fundou o Jules Stein Eye Institute e um museu hoje conhecido como Museu Fowler na UCLA. Em 1968, renunciou ao cargo de chanceler para se tornar presidente do conselho e CEO da Times Mirror Company, permanecendo em Los Angeles. Ele continuou nesse cargo até 1980 e permaneceu como diretor da empresa até se aposentar em 1986.

### Vida pessoal
Após sua aposentadoria, ele se tornou um grande filantropo em Los Angeles pelo resto de sua vida.  Ele serviu em muitos conselhos filantrópicos, incluindo o Museu de Arte do Condado de Los Angeles e o Los Angeles Music Center, levantando fundos e conscientizando o público sobre as instituições. Murphy morreu em Los Angeles em 1994.

## Legado
O Jardim de Esculturas Franklin D. Murphy na UCLA, que ele fundou, continua a ser uma exposição de escultura permanente mundialmente famosa; o Murphy Hall, que abriga a administração da UCLA e as admissões, também foi nomeado em sua homenagem. Na Universidade do Kansas, o Murphy Hall e a Biblioteca de Arte e Arquitetura Murphy são nomeados em sua homenagem.